# Peltis grossa
Peltis grossa is een keversoort uit de familie schorsknaagkevers (Trogossitidae). De wetenschappelijke naam van de soort werd in 1758 als Silpha grossa gepubliceerd door Carl Linnaeus.